# Tremotino
Tremotino è una fiaba originariamente apparsa in Germania (dove il personaggio del titolo è chiamato Rumpelstilzchen). La fiaba fu raccolta dai Fratelli Grimm, che la pubblicarono per la prima volta nell'edizione del 1812 delle Fiabe del focolare. Fu successivamente riveduta fino alla versione definitiva pubblicata nel 1857.

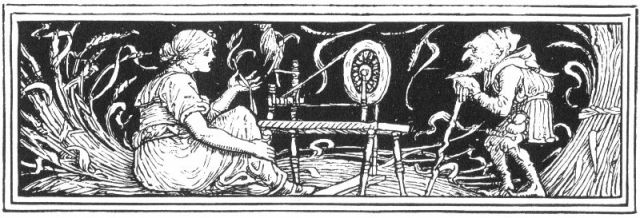
Rumpelstiltskin Illustrazione di Walter Crane di un libro di fiabe dei fratelli Grimm (1886)

## Varianti
Storie simili appaiono in molte altre culture: Tom Tit Tot in Inghilterra (da Favole Inglesi di Joseph Jacobs), Whuppity Stoorie in Scozia (da Filastrocche popolari scozzesi di Robert Chambers), Päronskaft in Svezia, Joaidane (جعيدان) in Arabia (il chiacchierone), Khlamushka (cacciatore) in Russia, Martinko Klingáč in Slovacchia, Ruidoquedito (rumorino) in Sudamerica, Utz Li Gutz Li (עוץ לי גוץ לי) in Israele, Pancimanci in Ungheria (da A Csodafurulya di Kolozsvari Grandpierre Emil) e Cvilidreta (urlatore) in Croazia.

## Trama
A un mugnaio con una bellissima figlia capitò un giorno di parlare con il re e, per darsi delle arie, gli raccontò, mentendo, che sua figlia sapeva trasformare la paglia in fili d'oro. Incuriosito, il re ordinò di portarla da lui, la fece entrare in una stanza piena di paglia, e le ordinò di trasformarla in oro entro il giorno seguente, altrimenti sarebbe stata punita con la morte. La ragazza, non sapendo come fare, era disperata, quando a un tratto la porticina della soffitta si aprì e ne scese un nano che le chiese come mai fosse così triste. La bellissima ragazza gli raccontò tutto, ed egli le chiese che cosa gli avrebbe dato in cambio d'aiuto. La fanciulla gli diede la sua collana e l'omino accettò, mettendosi al lavoro. 
Alla mattina, vedendo tutta la paglia trasformata in fili d'oro, il sovrano decise di portare la ragazza in una stanza più grande. L'ometto ritornò e questa volta la ragazza gli regalò il suo anello. Il giorno successivo il re, non ancora soddisfatto, la rinchiuse in una stanza ancora più grande, ma questa volta la giovane non sapeva che cosa dare in cambio al nano, così lui le chiese il suo primogenito. La ragazza disperata accettò, sperando che il nano si sarebbe dimenticato del patto. Infine il re la sposò e nacque un bambino. Il nano, che non aveva dimenticato il patto, impietosito dai pianti della regina, le diede tre giorni per scoprire il suo nome in cambio del primogenito. La fanciulla le tentò tutte per scoprire il nome giusto, facendo ricorso anche ai nomi più strani degli abitanti del regno, ma tutto fu inutile. Finché, l’ultimo giorno, un messo che aveva mandato in giro le disse che su tra le montagne aveva visto un nano che saltava intorno al fuoco cantando:
la birra domani, e il meglio per me

è aver per domani il figlio del re.

Nessun lo sa, e questo è il sopraffino,

Ch'io porto il nome di Tremotino!»
Così, alla fine del terzo giorno, la fanciulla chiese al nano se Tremotino fosse il suo nome, e lui, nell'edizione del 1812 dei racconti dei fratelli Grimm, sconvolto, prima la accusò di averlo saputo dal demonio e poi "scappò con rabbia, e non tornò più". 
Il finale è stato rivisto in un'edizione definitiva del 1857 con un finale più raccapricciante: Tremotino "nella sua rabbia spinse a fondo nella terra il piede destro che affondò fino alla cintola, poi nella sua collera afferrò il piede sinistro con entrambe le mani e si spezzò in due". Altre versioni vedono Tremotino infilare il piede destro a fondo nel terreno e creare un abisso dentro cui cade tentando di liberarsi, per non essere più visto. Nella versione orale originariamente raccolta dai fratelli Grimm, Tremotino vola fuori dalla finestra su un mestolo da cucina (Heidi Anne Heiner).

## Origine del nome
Il nome Rumpelstilzchen in tedesco significa letteralmente "paletto rumoroso". Un rumpelstilt o rumpelstilz era il nome di una sorta di goblin, detto anche pophart o poppart che fa rumore sbattendo paletti o raspando su assi di legno. Il significato è simile a rumpelgeist ("fantasma rumoroso") o poltergeist, malvagio spirito che fa fracasso e sposta oggetti domestici. (Altri concetti correlati sono mummarts o boggarts e hobs che sono spiriti domestici malvagi che si celano alla vista.)
Il più vecchio riferimento noto a Rumpelstiltschen si trova nel Gargantua (Geschichtklitterung), di Johann Fischart del 1577 (un libero adattamento del Gargantua et Pantagruel di Rabelais) in cui si fa riferimento a un "divertimento" per bambini chiamato "Rumpele stilt o Poppart".
Un altro racconto parla di una fanciulla intrappolata a causa delle false dichiarazioni intorno alla sua capacità di filatrice: Le tre filatrici. Tuttavia, le tre donne che aiutano la fanciulla non le chiedono in cambio il suo primo figlio, ma di essere invitate al suo matrimonio dicendo che esse sono sue parenti. Ella accetta di buon grado questa più ragionevole richiesta cosicché viene sollevata dal suo compito quando le donne dicono al re che il loro brutto aspetto è dovuto alla loro lunga attività di filatrici. In una variante italiana, la fanciulla deve scoprire i nomi delle tre donne, come con Tremotino, ma non per la stessa ragione: ella deve usare i loro nomi per poterle invitare e lei li ha dimenticati.

## Presenza nell'arte e nella letteratura
Il personaggio di Tremotino compare anche come antagonista principale in Shrek e vissero felici e contenti. La sua voce inglese è di Walt Dohrn mentre quella italiana è di Francesco Vairano. Anche nella versione cinematografica della Dreamworks Tremotino appare come un infido folletto che si diverte a proporre transazioni magiche, che si possono annullare solo esaudendo le prescrizioni contenute in una clausola nascosta nel contratto, e in una di queste negoziazioni rimane coinvolto l'orco Shrek. Per citare la fiaba originale, viene detto da Ciuchino che, per annullare il contratto, "una volta bisognava scoprire il suo nome ma, oramai, tutti quanti lo sanno". Tremotino si aggira, accompagnato da una gigantesca oca bianca - uno dei personaggi più ricorrenti nelle fiabe dei fratelli Grimm - e il suo simbolo del potere è un'enorme lettera "R", che sta a indicare proprio "Rmpelstiltskin". Tuttavia Tremotino compare già in Shrek terzo dove ricopre un ruolo completamente diverso, generando un'incongruenza tra i due film: nel terzo lungometraggio, è uno dei cattivi delle fiabe che frequenta il pub La mela avvelenata e viene arruolato assieme agli altri membri del locale da Azzurro per poi redimersi sul finale grazie al discorso di Artie.
Tremotino compare anche come personaggio secondario nel film animato Cenerentola e gli 007 nani e nel suo sequel Biancaneve e gli 007 nani, dove, però, è alquanto stupido e manipolabile.
Tremotino, interpretato da Robert Carlyle, è uno dei personaggi principali della serie TV del 2011 C'era una volta. In questa nuova versione, Tremotino è presentato come l'incarnazione del Male, un essere virtualmente onnipotente, manipolatore e machiavellico, al di sopra di qualsiasi altra entità del mondo delle Fiabe. Dalla storia originale provengono la sua passione di stipulare contratti, anche per i motivi apparentemente più futili, l'atteggiamento sarcastico e di superiorità nei confronti di chiunque gli stia di fronte, nonché la facoltà di filare la paglia in oro (attività che tuttavia egli pratica più come passatempo). Inoltre una delle tante vicende del personaggio corrisponde a quella della fiaba, sebbene egli si presenti sin da subito con il suo vero nome. Nel corso della serie TV, inoltre, Tremotino è noto anche come la Bestia (dalla fiaba La bella e la bestia), il Coccodrillo (dal romanzo Peter Pan) e l'Oscuro Signore, mentre nel mondo reale è noto come Mr. Gold, l'uomo più ricco del villaggio che fa da teatro alle vicende, Storybrooke, nonché proprietario del banco di pegni locale. In generale, nella  erie, il personaggio presenta una forte caratterizzazione e un approfondimento psicologico notevole – per ovvie ragioni assente nella fiaba originale – che lo rendono uno dei personaggi principali.
La fiaba di Tremotino è citata più volte nel romanzo "Fairy Tale" di Stephen King.
Nel videogioco Paper Mario: Il Portale Millenario, il boss Rampel ha il nome ispirato al personaggio e deve essere battuto citando il suo corretto nome.

## Adattamenti

### Cinema
- Oro che incatena (Rumpelstiltskin), regia di Raymond B. West (1915)
- Il potere magico (Rumpelstiltskin), regia di David Irving (1987)
- Rumpelstiltskin, regia di Mark Jones (1995)
- Cenerentola e gli 007 nani ( Happily N'Ever After), regia di Paul J. Bolger (2007)
- Shrek terzo ( Shrek the Third), regia di Raman Hui e Chris Miller (2007).
- Biancaneve e gli 007 nani, ( Happily N'Ever After 2), regia di Steven E. Gordon e Boyd Kirkland (2009)
- Shrek e vissero felici e contenti (Shrek Forever After), regia di Mike Mitchell (2010)
- Avengers Grimm, regia di Jeremy M. Inman (2015)

### Televisione
- Le grandi fiabe (Shirley Temple's Storybook) (1958), episodio di Daniel Petrie con Phyllis Love, John Raitt e Shaike Ophir
- Nel regno delle fiabe (Shelley Duvall's Faerie Tale Theatre) (1982), episodio di Emile Ardolino con Shelley Duvall, Ned Beatty e Hervé Villechaize
- Hello Kitty's Furry Tale Theater (1987), serie con protagonisti i personaggi di Hello Kitty, episodio 1x10.
- Le fiabe son fantasia (Grimm Meisaku Gekijou) (1987), anime di Kazuyoshi Yokota e Fumio Kurokawa, episodio 21 della seconda stagione
- Favole senza tempo (Timeless Tales from Hallmark) serie animata direct-to-video della Hanna-Barbera, episodio 6
- Star Trek: Deep Space Nine (1993), episodio di Robert Legato con Michael J. Anderson
- Happily Ever After: Fairy Tales for Every Child (1995), trasmessa da HBO, episodio 1x05
- Lupi, streghe e giganti (1995), regia di Ed Welch, episodio 4x52
- Simsalagrimm (Simsala Grimm) (1999), serie animata di Gary Blatchford, Chris Doyle e Jody Gannon, episodio 7
- Polizia Dipartimento Favole (F.T.P.D. Fairy Tale Police Department), episodio 1x10
- Winx Club (2004), serie animata di Iginio Straffi
- Le più belle fiabe dei fratelli Grimm (Acht auf einen Streich) (2009), episodio di Ulrich König con Julie Engelbrecht, Kristian Kiehling e Robert Stadlober
- C'era una volta (Once Upon a Time) serie TV (2011), è interpretato da Robert Carlyle
- JJ Villard's Fairy Tales (2020), serie animata di J.J. Villard.

### Audiolibri
- Nel numero 20 della serie I Raccontastorie il personaggio appare con il nome di Praseidimio.[1]